# 亦剌黑秃阿
亦剌黑·秃阿（蒙古语：Ilek tö'e）是13世纪初蒙古帝国的千户长，波斯文史料《史集》将其记作ایلك توا（īlek tūā），秃阿（tö'e）一词在蒙古语中意为“拇指与食指之间的距离”。
关于亦剌黑秃阿的记载并未出现在《蒙古秘史》等东方编纂的史料中，仅见于伊尔汗国编纂的《史集》。亦剌黑秃阿出身于速勒都思部的分支——塔木合里黑部族。在诸多史料中，仅有亦剌黑秃阿被记录为塔木合里黑部族出身。成吉思汗向诸子（术赤、察合台、窝阔台）和诸弟（合撒儿、合赤温、斡赤斤）分封千户时，他被成吉思汗任命为三子窝阔台的王傅，与札剌亦儿部的亦鲁该那颜、别速惕部的迭该、晃豁坛部的答亦儿等人一同被赐予窝阔台。亦剌黑秃阿等四人率领的千户成为了窝阔台汗国的雏形。亦剌黑秃阿的事迹几乎没有记载，其子孙中有一位名叫秃买的人物在伊儿汗国任职，驻守呼罗珊。《史集》编纂时，异密・木来已继承了这一职位。